# Samtech
Samtech est une entreprise belge, éditeur de logiciels.

## Histoire
Samtech est créée en 1986 (Dossier 20e anniversaire) pour, au départ, développer le logiciel de mécanique SAMCEF. SAMTECH s'est depuis élargie et développée en Europe occidentale, Chine et Amérique du Sud via un réseau de filiales et de distributeurs. 

## Filiales
- SAMTECH Belgique (1986) implantée à Liège
- SAMTECH France (1989) implantée à Massy (Essonne) et Toulouse (Haute-Garonne)
- Acquisition de TSE GmbH (1993) qui devient SAMTECH Deutschland (2001) implantée à Hambourg et Reutlingen
- SAMTECH Italie (2003) implantée à Milan
- SAMTECH Iberica (2004) implantée à Barcelone
- SAMTECH UK (2005) implantée à Bristol
- SAMTECH China (2007) implantée à Pékin
- SAMTECH Japan (2009) implantée à Nagoya
- SAMTECH Inc (2009) implantée à Wichita
- SAMTECH HK (2011) implantée à Hong Kong
- GDTech (1998) implantée à Liège
- GDTech France (2000) implantée à Pau (Pyrénées-Atlantiques)
- OPEN ENGINEERING (2001) implantée à Liège
- CADETECH (2002) implantée à Concepción (Chili)

## Direction de l'entreprise
- Président du Conseil d'Administration : Michel Tilmant
- Directeur Général : Eric Carnoy (a démissionné en 2012 lors de la reprise de LMS par Siemens)

## Données financières

### Actionnaires principaux
- TIMTECH
- MEUSINVEST
- GESVAL

À compter du 26 août 2011, LMS International acquiert 60 % du capital du groupe SAMTECH (à l'exception de GDTech). Les 40 % restants sont répartis entre MeusInvest (25 %) et Timtech (15 %).

### Capital
1 300 000 euros[réf. nécessaire]

## Conférences utilisateurs
Depuis plus de 30 ans, SAMTECH organise des conférences qui permettent aux industriels de montrer les applications traitées avec les logiciels SAMCEF. Certaines de ces applications sont reprises ici.
1. 1980 Liège
2. 20 & 21 septembre 1984 Liège (Bocholtz)
3. 9 & 10 décembre 1986 Liège (Colonster)
4. 8 & 9 novembre 1988 Liège
5. 17 & 18 octobre 1990 Liège
6. 5 & 6 octobre 1993 Paris (Montigny-le-Bretonneux)
7. 4 & 5 juin 1996 Liège
8. 21 & 22 octobre 1998 Liège
9. 30 & 31 janvier 2001 Paris
10. 3 & 4 février 2003 Toulouse (Cité de l'Espace)
11. 2 & 3 février 2005 Paris Compte-rendu
12. 13 & 14 mars 2007 Liège
13. 31 mars & 1er avril 2009 Paris (Musée Dapper)
14. 15 & 16 novembre 2011 Liège